# Cajo Brendel
Cajo Brendel (La Haia, 26 d'octubre de 1915 - 25 de juny de 2007) fou un teòric holandès del comunisme dels consells.
Brendel, que va créixer en un ambient petit burgès, primer va simpatitzar amb el trotskisme, però es va incorporar al Grup Comunista Internacional el 1934. Brendel va començar a estudiar economia a mitjans dels anys trenta, però no va poder completar els seus estudis, degut a la mala situació econòmica de la seva família.
Després d'escriure per a diversos periòdics comunistes i sindicalistes d'esquerres als anys trenta, va ser incorporat a l'exèrcit el setembre de 1939 i va ser fet presoner el maig de 1940. Va poder escapar i des de desembre de 1940 va treballar com a corresponsal d'un diari regional holandès, Volksblad voor Gelderland.
El maig de 1943, Brendel es va casar amb Riek van der Meulen. Els dos es van mantenir casats fins a la seva mort el 1985 i van ser els pares d'un total de quatre fills. Un d'ells va morir a una edat primerenca.
El 1953 Brendel va contactar amb el grup francès Socialisme ou barbarie. En aquest context, va conèixer Henri Simon, amb qui va mantenir una amistat per a tota la vida.
Després de la Segona Guerra Mundial, va treballar com a periodista a Utrecht. El 1948 es va convertir en empleat de Nieuw Utrechts Dagblad. El 1952 es va incorporar al Communistenbond Spartacus, on va treballar amb Anton Pannekoek. Brendel va treballar com a autor i editor per a la seva revista Spartacus. El 1964 aquest grup es va escindir. Brendel i Theo Maassen en van ser exclosos. El 1965, a més de Maassen, Brendel va ser cofundador i coeditor de la revista Daad en Gedachte, que es publicava un cop al mes. Fins a la seva dissolució el 1997 va col·laborar a la publicació.
El juny de 1970, Brendel va publicar el seu treball sobre Anton Pannekoek, Antón Pannekoek, Teoretikus vans het socialisme (Pannekoek, teòric de l'socialisme). Cinc anys després, la seva principal obra política, Revolutie en contrarevolutie in Spanje : een analyse, es va publicar a Espanya i encara no s'ha publicat en alemany.
A més del seu treball com a escriptor, Brendel també va assistir a congressos internacionals fins a finals dels anys 90. Molts dels seus articles han aparegut de forma anònima.

## Obres
- Anton Pannekoek : theoretikus van het socialisme. (Sunschriften ; 23). Nijmegen : SUN, 1970
- Autonome Klassenkämpfe in England, 1945-1972. Berlin : Kramer 1974, ISBN 3-87956-037-4
- Die "Gruppe Internationale Kommunisten" in Holland. Persönliche Erinnerungen aus den Jahren 1934-1939, in: Marxistische Revolutionstheorien (Jahrbuch Arbeiterbewegung ; Bd. 2) (Arbeiterbewegung - Theorie und Geschichte) (Fischer Taschenbücher ; 6606). Frankfurt am Main : Fischer Verlag, 1974, S. 253-263. ISBN 3-436-02074-5
- Die revolutionären Aktionen der russischen Arbeiter und Bauern : die Kommune von Kronstadt. (mit Johannes Agnoli, Ida Mett), Berlin: Kramer, 1974, ISBN 3-87956-009-9
- Thesen zur chinesischen Revolution. Edition Nautilus 1977
- Revolutie en contrarevolutie in Spanje : een analyse. Baarn : Het Wereldvenster, 1977. ISBN 90-293-9647-4
- Radencommunisme en zelfstandige arbeidersstrijd. Teksten van Cajo Brendel, Henk Canne Meijer, Paul Mattick, Anton Pannekoek, Charles Reeve, Otto Rühle, Henri Simon. Voorafgegaan door een inleiding van Henny Buiting en een interview met Cajo Brendel. Amsterdam : Rode Emma, 1998. ISBN 90-73249-31-7
- Anton Pannekoek : Denker der Revolution. ça-ira 2001, ISBN 3-924627-75-4
- Die Revolution ist keine Parteisache : Gesammelte Texte. Reihe: Dissidenten der Arbeiterbewegung. Unrast 2007, ISBN 978-3-89771-462-5 (Rezension)